# Helia Bravo
Helia Bravo Hollis (30 de setembro de 1901 — 26 de setembro de 2001) Foi uma botânica mexicana. Foi a líder no campo da florística e taxonomia botânica mexicana do século XX, com especial projeção no estudo das cactaceae.

## Biografia
Helia Bravo nasceu na vila Mixcoac, cidade do México, em 1901. Era filha de Manuel Bravo e Carlota Hollis de Bravo. Seu pai participou da Revolução mexicana ao lado de Francisco I. Madero.
Iniciou seus estudos elementares na sua cidade natal. Em 1919, inciou seu bacharelato na "Escola Nacional Preparotoria", onde sob a influência de alguns dos seus professores passou a se interessar pela biologia. Como aluna e assistente nas aulas de biologia, publicou em 1921 na Revista Mexicana de Biologia o artigo de título "Monografia de Hydatia senta".
Em 1925, ingressou na Universidade Nacional do México com o objetivo de estudar os protozoários, obtendo o título de mestre em Ciências Biológicas em 1929. Em 1931, obteve o mesmo título pela "Faculdade de Filosofia e Letras" com a tese "Contribuicón ao conocimiento de las cactáceas de Tehuacán".
Em 1929, passou a trabalhar no recém-criado Instituto de Biologia da universidade e , em 1930, assumiu como chefe o setor de botânica e responsável pelo herbário. A parte das suas atividades administrativas realizou inúmeros estudos florísticos, taxonômicos e ecológicos sobre a flora mexicana e, em especial, sobre a taxonomia das cactáceas.
Em 1950, retornou para o exercício do magistério, primeiro no "Instituto Politécnico Nacional", e posteriormente como pesquisadora no Instituto de Biologia da UNAM. Continuou seus estudos sobre os cactos, escrevendo artigos em publicações nacionais e internacionais, participando de congressos, ensinando e proferindo conferências sobre o assunto.
Entre 1951 e 1952, foi professora de Botânica Sistemática na "Escola Nacional de Ciências Biológicas". Em 1959, foi co-fundadora e conselheira-técnica do Jardim botânico da UNAM e, em 1965, assumiu a direção.
Entre 1966 e 1968 passou a proferir cursos sobre as cactáceas na pós-graduação em ciências da Faculdade de Ciências da UNAM. A partir de 1969 parou de lecionar, porém permaneceu na direção e assessoria das teses dos cursos de licenciatura e pós-graduação, além de continuar suas pesquisas sobre os cactos. Entre 1969 e 1975 foi diretora-interina do Instituto de Biologia e, em 1974, membro do Conselho Técnico deste Instituto.
Nas suas pesquisas sobre os cacto propôs 57 novos táxons, 9 revisões de gêneros, 61 combinações de nomenclaturas e 27 descrições florístiscas regionais.
Helia Bravo particiou como membro de numerosas sociedades científicas, entre elas: "Academia Nacional de Ciências Antonio Alzate", "Sociedade Científica José Mariano Mociño", "Sociedade Botânica do México", "Sociedade Mexicana de História Natural", "Colégio de Biólogos do México" e "Academia da Investigação Científica". Fora do país foi membro da "Cactus and Succulen Society of America" e da "International Organization for Succulent Plant Study". Em 1951, participou da fundação da "Sociedade Mexicana de Cactologia", que presidiu por quase dez anos.
Suas principais premiações, outorgadas por serviços prestados foram: "Cactus de Ouro" pelo Principado de Mônaco em 1980, grau de doutora "Honoris causa" pela UNAM em 1985 e "Investigadora Emérita" pelo governo federal mexicano em 2001, quando da sua morte.

## Obras
- Monografia de Hydatia senta (1921)
- Las lemnáceas del Valle de México (1930)
- Contribuicón ao conocimiento de las cactáceas de Tehuacán (1931).
- Revisión sistemática del género Capsicum (1934)
- Las cactáceas de Mexico (1937)